# Maresia pygmaea
Maresia pygmaea là một loài thực vật có hoa trong họ Cải. Loài này được (DC.) O.E. Schulz mô tả khoa học đầu tiên năm 1924.